# 日本古墳大辞典
日本古墳大辞典（にほんこふんだいじてん）は、1989年（平成元年）に東京堂出版から刊行された古墳に関する辞典。本項では2002年（平成14年）に刊行された『続 日本古墳大辞典』についても併せて記述する。

## 日本古墳大辞典
大塚初重、小林三郎が1982年（昭和57年）に上程した『古墳辞典』を改訂・補遺したもので、大塚、小林と熊野正也の3人を編者として全国の都府県にある古墳から重要とされるものを記載。編纂には118名が参加し、2,800項目・4,000基の古墳について解説されている。1989年9月19日初版発行、644ページ。各項目では原則として以下の内容が記載された。
- 古墳名の読み方
- 所在地名
- 調査年次・調査者名
- 古墳の形態・大きさ
- 外部施設と内部施設
- 副葬品の種類と数量
- 特徴的な事項と年代観
- 史跡指定の有無（国・都府県まで）
- 出土遺物の保管者
- 主要文献

## 続 日本古墳大辞典
大塚と小林を編者とし、編纂には295名が参加した。2002年9月24日初版発行、530ページ。「日本古墳大辞典」刊行後に行われた発掘調査などを元に1,800項目・2,000基の古墳について解説されているが、再調査が行われた前書掲載の古墳も一部含まれる。また、本書では横穴墓や古墳築造に関連が深いと考えられる窯跡、祭祀遺跡などについても記載されている。